# Tosna
De Tosna (Russisch: Тосна) is een rivier in Rusland. Het stroomgebied bevindt zich in de oblast Leningrad.
De Tosna is een zijrivier van de Neva. De breedte varieert van vijf tot dertig meter. Het verhang is 0,36 meter per kilometer. Langs de oevers bevinden zich veel moerassen, alsmede gemengd bos. De belangrijkste plaatsen die aan de Tosna liggen zijn Tosno, Otradnoje en Nikolskoje.
Etymologisch gezien stammen de woorden tosna en tosno af van de Oud-Slavische stam Тъсьнъ (nauw, eng). In het huidige Russisch heeft het woord тесьний ook die betekenis.
Aan de oevers van de Tosna is een myriade van flora en fauna te vinden. Bijzondere vissen die voorkomen zijn onder andere de serpeling en de kopvoorn. Aan de oevers groeien lariksen en zilversparren. Otters, marters en bevers komen er algemeen voor. Er broeden de laatste jaren ook kraanvogels; een zeldzaamheid in die contreien.
- Gemeinsame Normdatei: 1028083211
- Virtual International Authority File: 315143094